# Слуги диявола на чортовому млині
«Слуги диявола на чортовому млині» (латис. «Vella kalpi Vella dzirnavās») — литовський радянський художній фільм 1972 року, знятий на Ризькій кіностудії. Продовження фільму «Слуги диявола».

## Сюжет
Троє нерозлучних друзів, прозваних «Слугами диявола», викрадають ключі від Риги, які повинні були бути передані шведському королю в знак повної капітуляції…

## У ролях
- Харальд Рітенбергс — Андріс
- Артур Екіс — Петеріс
- Едуардс Павулс — Ерманіс
- Лоліта Цаука — Рута
- Олга Дреге — Анна
- Байба Індріксоне — Лене (озвучує Любов Тищенко)
- Карліс Себріс — Самсон
- Ельза Радзиня — Гертруда
- Інгрида Андриня — Цецилія
- Улдіс Ваздікс — молодий барон
- Евалдс Валтерс — Екс
- Валентінс Скулме — генерал Свенсен (озвучує Станіслав Соколов)
- Волдемар Акуратерс — Розенкранц
- Едгар Зіле — Салдерн
- Астріда Кайріша — Вероніка
- Яніс Грантіньш — Ребусс
- Яніс Осіс — Мантейфель
- Егонс Бесеріс — капітан Хорн
- Харій Авенс — Ратстхерр
- Едгар Сукурс — епізод
- Леонс Кріванс — епізод

## Знімальна група
- Автори сценарію: Яніс Анерауд, Олександр Лейманіс
- Режисер: Олександр Лейманіс
- Композитор: Раймонд Паулс
- Оператор: Мартиньш Клейнс
- Художник: Дайліс Рожлапа